# Dan Stevens
Dan Stevens, född 10 oktober 1982, är en brittisk skådespelare. Stevens har medverkat i  Downton Abbey och TV-adaptionen av Förnuft och känsla. Han är även känd som Odjuret i Skönheten och odjuret och som David Haller i TV-serien Legion.

## Filmografi (i urval)
- 2004 – Frankenstein (TV-serie)
- 2004 – Skönhetens linje (TV-serie)
- 2008 – Förnuft och känsla
- 2010–2012 – Downton Abbey (TV-serie)
- 2012 – Vamps
- 2013 – The Fifth Estate
- 2013–2014 – The Tomorrow People (TV-serie)
- 2014 – A Walk Among the Tombstones
- 2014 – The Guest
- 2014 – The Cobbler
- 2014 – Natt på museet: Gravkammarens hemlighet
- 2017 – Skönheten och odjuret
- 2017 – The Man Who Invented Christmas
- 2017–2019 – Legion
- 2020 – The Call of the Wild – Skriet från vildmarken
- 2020 – Eurovision Song Contest: The Story of Fire Saga
- 2020 – Min fru går igen
- 2023 – Solar Opposites (TV-serie)
- 2024 – Godzilla x Kong: The New Empire
- 2024 – Abigail
- 2025 – Zero Day (TV-serie)
- 2025 – The Ritual
- 2025 – Swiped
- 2027 – Godzilla x Kong: Supernova